# John Baltzell
John Baltzell, född 26 september 1860 i Knox County, Ohio, död 1940, var en amerikansk Old-Time-musiker. Baltzell var en av de första från landsbygden, som gjorde skivinspelningar.

## Biografi
Baltzell föddes i ett litet trähus på landsbygden i Ohio. Han tillverkade själv sin första fiol, då han inte hade pengar nog att köpa sig ett riktigt instrument. Senare erhöll Baltzell en defekt fiol från en bonde, vilken han själv reparerade. Baltzell lärde sig att spela på gehör, då kan inte kunde läsa noter. Mellan den 7 och 10 september 1923 gjorde Baltzell sina första skivinspelningar tillsammans med pianisten John F. Burckhardt. Han fick sedan flera uppdrag i radion och spelade i bland annat Cleveland, Columbus och Cincinnati. Han vann också ett Fiddle Contest, där radiolyssnare uppmanades att rösta via telefon. En av sångerna Baltzell gjorde skivinspelningar med var Drunken Sailor.
Baltzell var, trots sina framgångar, inte professionell musiker, utan bodde i Mount Vernon och arbetade som panntillverkare. John Baltzells liv efter 1928 är mycket okänt och han avled 1940.